# Conistra glabra
Conistra glabra är en fjärilsart som beskrevs av Ignaz Schiffermüller 1776. Conistra glabra ingår i släktet Conistra och familjen nattflyn. Inga underarter finns listade i Catalogue of Life.